# Pteropus subniger
La piccola volpe volante delle Mascarene (Pteropus subniger Kerr, 1792) era un pipistrello appartenente alla famiglia degli Pteropodidi, vissuto in epoca storica sulle isole di Riunione e Mauritius.

## Descrizione

### Dimensioni
Pipistrello di medie dimensioni, con lunghezza dell'avambraccio tra 95,2 e 99 mm e la lunghezza del piede di 34,5 mm.

### Aspetto
La pelliccia è lunga, molto densa, setosa ed eretta sulle spalle. Il colore generale del corpo è bruno-nerastro, la testa è brizzolata ed è presente un collare arancione-brunastro.  Il muso è lungo ed affusolato, gli occhi sono grandi. Le orecchie sono piccole, triangolari e nascoste nella pelliccia. La tibia è densamente ricoperta di peli. È privo di coda, mentre l'uropatagio è ridotto ad una sottile membrana lungo la parte interna degli arti inferiori. I denti sono molto piccoli.

## Biologia

### Comportamento
Si rifugiava tra il fogliame degli alberi e talvolta anche nelle grotte in gruppi fino a 400 individui. Era una specie strettamente notturna. 

## Distribuzione e habitat
Questa specie è vissuta in epoca storica sulle isole di Riunione e Mauritius.
Viveva nelle foreste tra i 1.200 e 1.600 metri di altitudine.

## Tassonomia
In accordo alla suddivisione del genere Pteropus effettuata da Andersen, P. subniger è stato inserito nello  P. hypomelanus species Group, insieme a P. hypomelanus stesso, P. faunulus, P. griseus, P. howensis, P. ornatus, P. dasymallus, P. brunneus, P. speciosus e P. admiralitatum. Tale appartenenza si basa sulle caratteristiche di avere il cranio tipicamente pteropino e sulla presenza di un ripiano basale nei premolari.
Altre specie simpatriche dello stesso genere: P. niger.

## Conservazione
L'ultima osservazione di un esemplare vivo risale al 1862. La sua scomparsa è probabilmente dovuta alla perdita del suo habitat ed alla caccia.

La IUCN Red List, in base a quanto detto, classifica P. subniger come specie estinta (EX).